# Werner Meyer (håndboldspiller)
Werner Kress Meyer (30. maj 1914 – 10. september 1985) var en schweizisk håndboldspiller som deltog under Sommer-OL 1936.
Han var en del af det schweiziske håndboldlandshold, som vandt en bronzemedalje. Han spillede i tre kampe.